# Amt Kirchspiel Tönning
Das Amt Kirchspiel Tönning war ein Amt im Kreis Nordfriesland in Schleswig-Holstein. Es umfasste die Gemeinden Kating, Kotzenbüll und Kirchspiel Tönning.
1889 wurde im Kreis Eiderstedt der Amtsbezirk Tönning gebildet. Zu ihm gehörten die drei oben genannten Gemeinden. 1948 wurde der Amtsbezirk aufgelöst und die drei Gemeinden bildeten das Amt Kirchspiel Tönning, das 1970 mit dem Rest des Kreises Eiderstedt zum Kreis Nordfriesland kam. Mit Ablauf des 31. Dezember 1973 wurde das Amt aufgelöst und die Gemeinden Kating und Kirchspiel Tönning in die Stadt Tönning eingemeindet. Die Gemeinde Kotzenbüll wurde in das Amt Eiderstedt eingegliedert.